# さいだん座パイ星
さいだん座π星（さいだんざパイせい、π Arae、π Ara）は、さいだん座の恒星である。見かけの等級は5.25と、暗いが肉眼でみえる明るさである。年周視差に基づいて太陽からの距離を計算すると、約134光年である。さいだん座π星の周囲では、赤外線による観測で顕著な残骸円盤がみつかっている。

## 特徴
| 太陽 | さいだん座π星 |
| ---- | ------------- |
| 太陽 | Exoplanet     |

さいだん座π星は、A型の主系列星ないし準巨星に位置づけられ、スペクトル型はA5 IV-Vと分類される。年齢は6億年前後、光球の有効温度は8000 K前後と見積もられ、光度は太陽の11倍程度、半径は太陽の約1.9倍、質量は太陽の約1.7倍と推定される。

## 星周円盤
さいだん座π星は赤外線観測衛星IRASによって、赤外超過があることが示され、星周塵が存在することがわかった。その後も、スピッツァー宇宙望遠鏡、ハーシェル宇宙天文台による観測が行われ、さいだん座φ星の星周円盤の性質が詳しく調べられている。ハッブル宇宙望遠鏡では星周円盤による散乱光は検出されず、可視光の散乱に寄与するガス等はほぼ散逸し、中間赤外線・遠赤外線を放射する塵粒子が円盤を形成するとみられる。
ハーシェル宇宙天文台による観測から、さいだん座φ星の星周円盤は、内側の温かい塵の円盤と外側の冷たい塵の円盤の2成分でうまく説明できることがわかっている。温かい塵の温度は約175 K、冷たい塵の温度は約78 K、内側の円盤は中心星からの半径およそ10 au、外側の円盤は半径およそ120 auあたりに分布していると推定される。内側の円盤の塵粒子は結晶質のケイ酸塩が主体で、外側の円盤の塵粒子は不純物が多い氷の粒にケイ酸塩が混入したものが主体と予想される。内側の円盤と外側の円盤の赤外線放射光度は、どちらも中心星光度の3万分の1程度で、この2成分の明るさが同程度というのが特徴的である。
観測結果に合う塵粒子の大きさは、内側の円盤の粒子が最小で1 μmと見積もられるが、これは中心星の放射圧で円盤が吹き散らされずに済む粒子径の3分の1程度の大きさしかなく、比較的最近新たに供給された塵である可能性があり、太陽系でいうところの後期重爆撃期のような現象で微惑星同士の衝突により大量の塵が供給されたのではないかといわれる。ただし、別の分析では最小粒子径が放射圧で吹き散らされない粒子径と同程度とする結果が出ているものもあり、その場合特殊な仮定は必要ない。このあたりは、中心星の物理量や塵粒子の組成によって変わりうるところで、理論を改良する余地がある。

## 観望
さいだん座π星から北北西に0.9度の位置には、明るい球状星団NGC 6397（コールドウェル86）があり、さいだん座π星はこれをみつける際の手がかりとなる。